# NGC 1167
NGC 1167 é uma galáxia lenticular (S0) localizada na direcção da constelação de Perseus. Possui uma declinação de +35° 12' 21" e uma ascensão recta de 3 horas, 01 minutos e 42,3 segundos.
A galáxia NGC 1167 foi descoberta em 13 de Setembro de 1784 por William Herschel.